# Oskar Spiten-Nysæter
Oskar Spiten-Nysæter (Asker, provincia de Akershus, 29 de agosto de 2007) es un futbolista noruego. Juega de delantero centro y su equipo actual es el Molde FK de la Eliteserien, máxima categoría del fútbol noruego.

## Trayectoria
En 2021 se incorporó al Stabæk IF y comenzó su desarrollo en las categorías juveniles de club noruego. El 29 de agosto de 2023 firmó su primer contrato profesional.
Debutó como profesional el 1 de junio de 2023, el entrenador lo hizo ingresar al minuto 71 para enfrentar a Kjelsås en la segunda ronda de la Copa de Noruega pero perdieron 3-1. Disputó su primer encuentro oficial con 15 años y la camiseta número 50. A final de octubre tuvo su estreno en liga, fue titular en la fecha 26 contra Sarpsborg 08 y empataron 2-2.
En su primera temporada con los profesionales jugó 5 partidos, su equipo finalizó el torneo en decimoquinto lugar, por lo que descendieron de categoría.
Durante 2024 jugó en segunda división y se destacó en las oportunidades que tuvo. Convirtió 11 goles en 22 partidos del campeonato, y 2 goles en 5 encuentros por copa. Finalizaron en séptimo lugar y no consiguieron un lugar en los play-off por el ascenso.
El 21 de julio de 2025 fue anunciado su fichaje por Molde FK.

## Selección nacional
Ha sido internacional con la selección de fútbol de Noruega en las categorías juveniles sub-15, sub-16, sub-17, sub-18 y sub-19.

## Estadísticas

### Clubes
Actualizado al último partido citado el 28 de junio de 2025.
| Club                | Div.          | Temporada     | Liga  | Liga  | Liga   | Copas nacionales | Copas nacionales | Copas nacionales | Copas internacionales | Copas internacionales | Copas internacionales | Total | Total | Total  |
| Club                | Div.          | Temporada     | Part. | Goles | Asist. | Part.            | Goles            | Asist.           | Part.                 | Goles                 | Asist.                | Part. | Goles | Asist. |
| ------------------- | ------------- | ------------- | ----- | ----- | ------ | ---------------- | ---------------- | ---------------- | --------------------- | --------------------- | --------------------- | ----- | ----- | ------ |
| Stabæk IF · Noruega | 1.ª           | 2022-23       | -     | -     | -      | 0                | 0                | 0                | —                     | —                     | —                     | 0     | 0     | 0      |
| Stabæk IF · Noruega | 1.ª           | 2023          | 4     | 0     | 0      | 1                | 0                | 0                | —                     | —                     | —                     | 5     | 0     | 0      |
| Stabæk IF · Noruega | 2.ª           | 2024          | 22    | 11    | 2      | 5                | 2                | 1                | —                     | —                     | —                     | 27    | 13    | 3      |
| Stabæk IF · Noruega | 2.ª           | 2025          | 8     | 1     | 1      | 5                | 2                | 1                | —                     | —                     | —                     | 13    | 3     | 2      |
| Stabæk IF · Noruega | Total club    | Total club    | 34    | 12    | 3      | 11               | 4                | 2                | 0                     | 0                     | 0                     | 45    | 16    | 5      |
| Molde FK · Noruega  | 1.ª           | 2025          | 0     | 0     | 0      | -                | -                | -                | —                     | —                     | —                     | 0     | 0     | 0      |
| Molde FK · Noruega  | Total club    | Total club    | 0     | 0     | 0      | 0                | 0                | 0                | 0                     | 0                     | 0                     | 0     | 0     | 0      |
| Total carrera       | Total carrera | Total carrera | 34    | 12    | 3      | 11               | 4                | 2                | 0                     | 0                     | 0                     | 45    | 16    | 5      |
| 1.                  |               |               |       |       |        |                  |                  |                  |                       |                       |                       |       |       |        |

### Selección
Actualizado al último partido citado el 10 de junio de 2025.
| Selección         | Temporada         | Continental | Continental | Continental | Mundial | Mundial | Mundial | Amistosos | Amistosos | Amistosos | Total | Total | Total  |
| Selección         | Temporada         | Part.       | Goles       | Asist.      | Part.   | Goles   | Asist.  | Part.     | Goles     | Asist.    | Part. | Goles | Asist. |
| ----------------- | ----------------- | ----------- | ----------- | ----------- | ------- | ------- | ------- | --------- | --------- | --------- | ----- | ----- | ------ |
| Sub-15 · Noruega  | 2022              | —           | —           | —           | —       | —       | —       | 4         | 1         | 0         | 4     | 1     | 0      |
| Sub-15 · Noruega  | Total sel.        | 0           | 0           | 0           | 0       | 0       | 0       | 4         | 1         | 0         | 4     | 1     | 0      |
| Sub-16 · Noruega  | 2023              | —           | —           | —           | —       | —       | —       | 10        | 3         | 0         | 10    | 3     | 0      |
| Sub-16 · Noruega  | Total sel.        | 0           | 0           | 0           | 0       | 0       | 0       | 10        | 3         | 0         | 10    | 3     | 0      |
| Sub-17 · Noruega  | 2023-24           | 6           | 1           | 1           | —       | —       | —       | 3         | 0         | 0         | 9     | 1     | 1      |
| Sub-17 · Noruega  | Total sel.        | 6           | 1           | 1           | 0       | 0       | 0       | 3         | 0         | 0         | 9     | 1     | 1      |
| Sub-18 · Noruega  | 2025              | —           | —           | —           | —       | —       | —       | 3         | 0         | 0         | 3     | 0     | 0      |
| Sub-18 · Noruega  | Total sel.        | 0           | 0           | 0           | 0       | 0       | 0       | 3         | 0         | 0         | 3     | 0     | 0      |
| Sub-19 · Noruega  | 2024-25           | 4           | 2           | 0           | —       | —       | —       | 0         | 0         | 0         | 4     | 2     | 0      |
| Sub-19 · Noruega  | Total sel.        | 4           | 2           | 0           | 0       | 0       | 0       | 0         | 0         | 0         | 4     | 2     | 0      |
| Total selecciones | Total selecciones | 10          | 3           | 1           | 0       | 0       | 0       | 20        | 4         | 0         | 30    | 7     | 1      |
| 1.                |                   |             |             |             |         |         |         |           |           |           |       |       |        |

## Palmarés

### Distinciones individuales
| Distinción                                                                             | Año  |
| -------------------------------------------------------------------------------------- | ---- |
| Mejor jugador joven del mes de la Primera División de Noruega (mayo)                   | 2024 |
| Parte de los 60 mejores jugadores jóvenes del mundo para The Guardian (categoría 2007) | 2024 |